# Fahy
Fahy es una comuna suiza del cantón del Jura, situada en el distrito de Porrentruy.
Los habitantes se llaman Foyards.

## Geografía
Está ubicada en el noroeste del cantón del Jura y fronteriza con Francia, a 10 km al oeste de Porrentruy. Limita al norte con la comuna de Croix (FRA-90), al este con Bure, al sureste con Haute-Ajoie, al sur con Rocourt y Grandfontaine, y al oeste con Abbévillers (FRA-90).

## Climatología
| Parámetros climáticos promedio de Fahy  | Parámetros climáticos promedio de Fahy | Parámetros climáticos promedio de Fahy | Parámetros climáticos promedio de Fahy | Parámetros climáticos promedio de Fahy | Parámetros climáticos promedio de Fahy | Parámetros climáticos promedio de Fahy | Parámetros climáticos promedio de Fahy | Parámetros climáticos promedio de Fahy | Parámetros climáticos promedio de Fahy | Parámetros climáticos promedio de Fahy | Parámetros climáticos promedio de Fahy | Parámetros climáticos promedio de Fahy | Parámetros climáticos promedio de Fahy |
| Mes                                     | Ene.                                   | Feb.                                   | Mar.                                   | Abr.                                   | May.                                   | Jun.                                   | Jul.                                   | Ago.                                   | Sep.                                   | Oct.                                   | Nov.                                   | Dic.                                   | Anual                                  |
| --------------------------------------- | -------------------------------------- | -------------------------------------- | -------------------------------------- | -------------------------------------- | -------------------------------------- | -------------------------------------- | -------------------------------------- | -------------------------------------- | -------------------------------------- | -------------------------------------- | -------------------------------------- | -------------------------------------- | -------------------------------------- |
| Temp. máx. media (°C)                   | 2.6                                    | 4.2                                    | 7.5                                    | 11.4                                   | 15.7                                   | 19.2                                   | 21.8                                   | 21.2                                   | 18                                     | 13.3                                   | 7.4                                    | 3.8                                    | 12.2                                   |
| Temp. media (°C)                        | -0.1                                   | 1.1                                    | 3.9                                    | 7                                      | 11.1                                   | 14.3                                   | 16.7                                   | 16.2                                   | 13.4                                   | 9.1                                    | 4.1                                    | 0.8                                    | 8.1                                    |
| Temp. mín. media (°C)                   | -3.2                                   | -2.2                                   | 0.2                                    | 2.9                                    | 6.7                                    | 9.7                                    | 11.8                                   | 11.5                                   | 9.2                                    | 5.4                                    | 0.7                                    | -2.2                                   | 4.2                                    |
| Precipitación total (mm)                | 74                                     | 69                                     | 76                                     | 86                                     | 111                                    | 105                                    | 87                                     | 101                                    | 82                                     | 76                                     | 89                                     | 81                                     | 1035                                   |
| Días de precipitaciones (≥ 1 mm)        | 12.9                                   | 10.9                                   | 13.2                                   | 12.8                                   | 14.3                                   | 12.5                                   | 10.3                                   | 11.3                                   | 9.4                                    | 9.9                                    | 11.4                                   | 12.4                                   | 141.3                                  |
| Fuente: MeteoSchweiz 3 de junio de 2009 |                                        |                                        |                                        |                                        |                                        |                                        |                                        |                                        |                                        |                                        |                                        |                                        |                                        |